# Chytonix placens
Chytonix placens är en fjärilsart som beskrevs av Otto Staudinger 1888. Chytonix placens ingår i släktet Chytonix och familjen nattflyn. Inga underarter finns listade i Catalogue of Life.